# Sergent Grischa
Sergent Grischa (originaltitel: The Case of Sergeant Grischa) er en amerikansk dramafilm fra 1930, instrueret af Herbert Brenon og udgivet af RKO Radio Pictures.
Manuskriptet var skrevet af Elizabeth Meehan baseret på romanen Der Streit um den Sergeanten Grischa af Arnold Zweig.
Filmen havde Chester Morris og Betty Compson i hovedrollerne. John Tribby blev nomineret til en Oscar for Bedste lydoptagelse.

## Eksterne Henvisninger
- Sergent Grischa på Internet Movie Database (engelsk)
- Sergent Grischa i Svensk Filmdatabas (svensk)
- Sergent Grischa på MovieMeter (nederlandsk)
- Sergent Grischa på AllMovie (engelsk)
- Sergent Grischa hos American Film Institute (engelsk)
- Sergent Grischa på The Movie Database (engelsk)
- Sergent Grischa på Filmaffinity (engelsk)
- Sergent Grischa hos TV Guide (engelsk)